# 1786

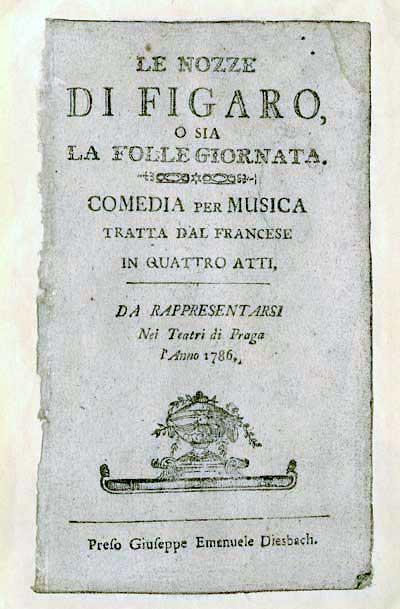
Capa do libreto da ópera As bodas de Figaro estreada em 1786.

- Wikisource

| Calendário gregoriano                                                        | 1786 MDCCLXXXVI                     |
| Ab urbe condita                                                              | 2539                                |
| Calendário arménio                                                           | 1235 – 1236                         |
| Calendário bahá'í                                                            | -58 – -57                           |
| Calendário budista                                                           | 2330                                |
| Calendário chinês                                                            | 4482 – 4483 Início a 30 de janeiro  |
| Calendário copta                                                             | 1502 – 1503                         |
| Calendário etíope                                                            | 1778 – 1779                         |
| Calendários hindus - Vikram Samvat - Calendário nacional indiano - Cáli Iuga | 1841 – 1842 1707 – 1708 4886 – 4887 |
| Calendário Holoceno                                                          | 11786                               |
| Calendário islâmico                                                          | 1200 – 1201                         |
| Calendário judaico                                                           | 5546 – 5547                         |
| Calendário persa                                                             | 1164 – 1165                         |
| Calendário rúnico                                                            | 2036                                |
| Calendário solar tailandês                                                   | 2329                                |

1786 (MDCCLXXXVI, na numeração romana) foi um ano comum do século XVIII do atual Calendário Gregoriano, da Era de Cristo, e a sua letra dominical foi A, totalizando de 52 semanas, teve início a um domingo e terminou também a um domingo.
| Ano completo                    |
| ------------------------------- |
| Ano comum com início ao domingo |

## Eventos
- 14 de Fevereiro - Portugal proíbe a importação de meias de seda de cor.
- 1 de maio - Mozart estreia a ópera As bodas de Figaro.
- Confirmação da doação da capitania da ilha de Santa Maria, Açores a António José de Vasconcelos e Sousa.
- Invenção da mamadeira moderna.

## Nascimentos
- 26 de fevereiro — Jean Arago, político francês (m. 1853).
- 13 de junho — Winfield Scott, general militar americano (m. 1866)
- 17 de agosto — David Crockett, pioneiro americano.
- 17 de agosto  — Maria Vitória Luísa de Saxe-Coburgo-Saalfeld, Duquesa de Kent, mãe da rainha Vitória.
- 25 de agosto — Luís I da Baviera (m. 1868)
- 18 de setembro — Cristiano VIII da Dinamarca, rei da Dinamarca de 1839 a 1848 e rei da Noruega em 1814 (m. 1848).
- 24 de dezembro — Gregor MacGregor, soldado e explorador britânico (n. 1845).

## Mortes
- 25 de maio — Pedro III, Rei consorte de Portugal.
- 26 de dezembro — Gasparo Gozzi, escritor italiano (n. 1713).

## Por tema
- 1786 na ciência
- 1786 na literatura
- 1786 na música